# Yamaha XS 360
Die XS360 ist ein Motorradmodell des japanischen Motorradherstellers Yamaha.

## Modellhistorie
Die XS 360 wurde nur 1976 und 1977 produziert, danach wurde der Hubraum auf 400 cm³ erweitert und das überarbeitete Modell unter der Bezeichnung XS 400 verkauft. Die Modelle  XS 250, XS 360 und XS 400 waren nahezu identische Varianten für die gleiche Basis, die von 1977 bis 1982 hergestellt wurde.
| Modell- bezeichnung | Fahrzeug- Code | ab Seriennummer | Bauzeit (von / bis) | Gewicht | Tankinhalt | Länderversionen und Modellerneuerungen                                          |
| ------------------- | -------------- | --------------- | ------------------- | ------- | ---------- | ------------------------------------------------------------------------------- |
| XS 360              | 1U4            | -               | 1976 bis 1977       | 176 kg  | 10,8 Liter | Viertakt-Parallel-Twin, 6-Gang, 358 cm³ (66 × 52,4 mm), SOHC, kW/PS 19,9/27 (D) |

Der Motor ist ein luftgekühlter Zweizylinder-Viertaktmotor. Bei einer Bohrung von 66 mm und einem Hub von 52,4 mm ergibt sich ein Hubraum von 353 cm³. Er leistet 20 kW/27 PS bei 8000 min−1. Das maximale Drehmoment von 26 Nm liegt bei 6.800 min−1 an. Der Kettenantrieb für die obenliegende Nockenwelle liegt zentral zwischen den beiden Zylindern. Die Ventilbetätigung erfolgt über Kipphebel. Der Motor kann  mit E-Starter oder Kickstarter angelassen werden.

## Kraftübertragung
Das Getriebe hat sechs Gänge.

## Fahrwerk
Der Rahmen ist ein Doppelrohrrahmen. Das Vorderrad wird von einer ölgedämpften Teleskopgabel mit 33 mm Standrohrdurchmesser und einem Federweg von 140 mm geführt. Die Hinterradschwinge ist in Kunststoffbuchsen gelagert und verschleißanfällig. Es gab die Möglichkeit, höherwertige Lager aus Metall nachzurüsten.

## Bremsen
Sowohl das Vorderrad als auch das Hinterrad werden durch eine Scheibenbremse von 267 mm Durchmesser gebremst.

## Farben
Die XS 360 war in den Farben Blau, Rot und Schwarz lieferbar.

## Praxis-Tipps
Obwohl die Yamaha XS 360 heute fast 40 Jahre alt ist, ist ein alltagstauglicher Motorrad-Oldtimer. Sie überzeugt mit Robustheit und Zuverlässigkeit. Dank vieler Gleichbauteile gilt die Ersatzteilversorgung nach wie vor als gut. Mit ungefähr 400 beim KBA gemeldeten Exemplaren, verschwindet die XS 360 so langsam von unseren Straßen.
Die Motorentechnik ist leicht verständlich. Die Kombination aus relativ geringer Leistung bei relativ großem Hubraum verspricht Langlebigkeit. Der Vergaser und die kontaktgesteuerte Batterie/Spulenzündung sind wartungsaufwendig. Eine weitere Schwachstelle ist bis 1979 der zu kleine Tank.
Eine gut erhaltene und gepflegte Yamaha XS 360 liegt bei rund 2.500 EUR. (Stand 2015).